# Carcinomastax portentosa
Carcinomastax portentosa is een rechtvleugelig insect uit de familie Euschmidtiidae. De wetenschappelijke naam van deze soort is voor het eerst geldig gepubliceerd in 1945 door Rehn & Rehn.